# Blankenburg (Harz)
Blankenburg (Harz) er en by i Landkreis Harz i den tyske delstat Sachsen-Anhalt. Den er en del af Verwaltungsgemeinschaft Blankenburg.

## Geografi
Blankenburg ligger ved den nordlige udkant af bjergkæden Harzen i cirka 234 meters højde. Blankenburg ligger vest for Quedlinburg, syd for Halberstadt og øst for Wernigerode. Floden Goldbach løber gennem Blankenburg.

### Inddeling
Kommunen omfatter ud over byen landsbyerne:
- Börnecke
- Gehren
- Helsungen
- Michaelstein
- Oesig
- Regenstein

### Bygningsværker
- Schloss Blankenburg
- Det lille slot
- Rådhuset
- Bjergkirken St. Bartholomäus
- Kloster Michaelstein
- Borgruinen Regenstein

## Personligheder
- Den tyske Forstmand Julius von den Brinken (1789-1846) kom fra Blankenburg,